# Péché par omission
Dans le christianisme, le péché par omission est un péché commis par une inaction volontaire.

## Église catholique
Dans l'enseignement de l'Église catholique, le péché par omission est un manquement à faire ce que l'on peut faire et/ou que l'on devrait faire. C'est une erreur qui devient un péché si elle est commise avec une intention consciente, et a fortiori lorsqu'elle est commise de manière délibérée.
Le péché par omission est l'une des quatre formes de péchés, avec le péché en pensée, en parole, et par action. Ces quatre formes de péchés sont explicitement citées dans le Confiteor (« Je confesse à Dieu ») selon le rite dit de Paul VI.